# Benny Troschel
Benny Troschel (* 1996) ist ein deutscher Jazzmusiker (Trompete, Arrangement).

## Leben und Wirken
Troschel, der in Oldenburg aufwuchs, lernte klassische und Jazztrompete. Bereits mit 13 Jahren begann er als Jungstudent an der Hochschule für Künste Bremen. Ausgezeichnet bei Jugend musiziert und Jugend jazzt auf Bundesebene gehörte er zur Philharmonie der Nationen unter Justus Frantz und 2014/15 zum Bundesjazzorchester. Nach dem Abitur begann er 2013 ein reguläres Musikstudium in Köln bei Andy Haderer und Matthias Bergmann, um nach zwei Jahren an die Manhattan School of Music nach New York zu wechseln, wo er 2017 seinen Bachelor-Abschluss bei Scott Wendholt und Jim McNeely mit Bestnoten absolvierte.
Troschel trat mehrfach bei den Vereinten Nationen in New York auf, beim Beethovenfest Bonn und bei Umbria Jazz in Italien. Er spielte zusammen mit Till Brönner, Jon Faddis, Sean Jones, Victor Goines, den New York Voices und Manfred Schoof. Als Solist führte er Arutjunjans Trompetenkonzert und Ralf Hesses Suite für Jazztrompete und Kammerorchester auf. Für sein Debütalbum Folksmusik, das 2024 bei Berthold Records erschien, nahm er mit einem amerikanischen Quartett und einem deutschen Septett Neufassungen von Folksongs, deutschen Schlagern und Karnevalsliedern auf. Weiterhin gehört er zum Oktett Jazz Force One und zu Alex Cordts Allstar Bigband.
Außerdem unterrichtete Troschel an der Carl von Ossietzky Universität Oldenburg die Fächer Trompete, Big Band und Dirigat.